# UNDER:COVER
『UNDER:COVER』（アンダー・カバー）は、2006年1月1日にリリースされたT.M.Revolutionのセルフカバー・アルバム。発売元はエピックレコード。

## 概要
- デビュー10周年記念企画の一環として製作が決定。ファンによる人気投票で収録曲を決定するため、21stシングル「vestige -ヴェスティージ-」に投票ページへのパスワードの書かれた用紙を封入。リクエストの総数は約4万件。
- 元々10曲収録予定であったがファンの強い要望で急遽14曲（限定盤は15曲）収録。
- 累計売上は11.5万枚を記録した[1]。
- 初回生産限定盤は紙箱の仕様で数多の特典が同梱。リクエストした全員の名前が記されたポスターが封入。本作で唯一浅倉大介が編曲を手掛けた「Meteor -ミーティア-」のInstrumentalを収録したボーナスCDを封入。
- ライブでのアレンジを中心としたセルフカバー・アルバム。シンセサイザーよりもギターやピアノが前面に出ている。
- 本作リリース以来、歌番組で楽曲披露の際は、UNDER:COVERバージョンを歌うことが多くなった。
- ジャケットはじめ、歌詞カードなど至るところに西川の女装写真が載せられている。西川の発言によると、「いままでのT.M.R.でも、ありそうでなかった企画」。

## 収録曲
- 全曲作詞：井上秋緒、全曲作曲：浅倉大介

### Disc 1
1. HIGH PRESSURE
編曲：I.N.A
出版社：ダーウィン
  - 5thシングル。冒頭のサビが原曲での西川の声を加工したものとなっており、実際の歌い出しはAメロからとなっている他、曲後半の歌詞の「カラダを夏にスル　不屈のEARLY SUMMER!」の部分が省かれた。
  - 投票数第11位。
2. WHITE BREATH
編曲：鈴木覚
出版社：ダーウィン
  - 6thシングル。2005年の紅白歌合戦出場時にはこのアレンジで演奏された。
  - 投票数第第7位。
3. HEART OF SWORD 〜夜明け前〜
編曲：大島こうすけ
出版社：フジパシフィック音楽出版
  - 3rdシングル。T.M.Rのツアーにサポートギタリストとして参加している柴崎浩の繋がりで、大島こうすけがアレンジを担当（柴崎・大島は元WANDSメンバー）。
  - 投票数第1位。
4. AQUALOVERS 〜DEEP into the night〜
編曲：岸利至
出版社：ソニー・ミュージックアーティスツ
  - 8thシングル「HOT LIMIT」C/W曲。西川が所属するバンドabingdon boys schoolのメンバーである岸利至がアレンジを担当。ユンナがコーラスで参加。
  - 投票数第4位。
5. Zips
編曲：西川貴教・鈴木覚
出版社：ソニー・ミュージックパブリッシング
  - 7thアルバム『SEVENTH HEAVEN』収録曲。このアルバムの曲の中で唯一、T.M.Rのツアーでのサポートメンバー（2006年当時）が揃った楽曲。ギターがSUNAOと柴崎浩、ベースがIkuo、ドラムが淳士。『機動戦士ガンダムSEED DESTINY スペシャルエディションI 砕かれた世界』にて、挿入歌として使用された。
  - 投票数第2位。
6. THUNDERBIRD
編曲：菅野よう子
出版社：日音
  - 9thシングル。
  - 菅野よう子がピアノで参加、アレンジを施す。
  - 投票数第6位。
7. BOARDING
編曲：西川貴教・鈴木覚
出版社：読売テレビエンタープライズ
  - 15thシングル。原曲よりもゆったりとしたテンポで演奏。
  - このアルバムの曲の中で唯一、原曲キーから半音下げられている。
  - 投票数第14位。
8. HOT LIMIT
編曲：鈴木覚
出版社：ダーウィン
  - 8thシングル。歌詞の一節「ダイスケ的にもオールオッケー」が「ヤスヒロ（西川の父の名前）的にも〜」と変更されている。
  - Heartsdalesがラップで参加。
  - 投票数第15位。
9. Joker
作詞：井上秋緒・西川貴教（追加歌詞）　編曲：西川貴教・I.N.A
出版社：ダーウィン
  - 3rdアルバム『triple joker』収録曲。冒頭及び曲終わりに、原曲にない歌詞が追加。
  - 投票数第5位。
10. LOVE SAVER
編曲：岸利至・西川貴教
出版社：日音
  - 14thシングル。2003年リリース「SONIC WARP the Visual Fields」収録のアレンジ版「-Type'03-」をさらにアレンジ。岸がアレンジに関わる。
  - 投票数第9位。
11. 夢の雫
作詞：井上秋緒・西川貴教（追加歌詞）　編曲：鈴木覚・井上鑑
出版社：ダーウィン
  - 1stアルバム『MAKES REVOLUTION』収録曲。初めの方に歌詞が追加される。
  - 平原綾香がコーラスで参加。
  - 投票数第8位。
12. 魔弾 〜Der Freischütz〜
編曲：I.N.A
出版社：ソニー・ミュージックアーティスツ
  - 14thシングル。投票数第12位。
13. Twinkle Million Rendezvous
編曲：井上鑑
出版社：ダーウィン
  - 3rdアルバム『triple joker』収録曲。平原綾香がコーラスで参加。
  - 投票数第3位。
14. LIGHT MY FIRE
編曲：西川貴教・大島こうすけ
出版社：ソニー・ミュージックアーティスツ
  - 5thアルバム『progress』収録曲。大島がアレンジに関わる。
  - 投票数第10位。

### Disc 2 （初回生産限定盤ボーナスCD）
1. Meteor -ミーティア-
作曲・編曲：浅倉大介
出版社：ソニー・ミュージックパブリッシング
  - 6thアルバム『coordinate』収録曲。浅倉大介がアレンジを手掛けたInstrumental。
  - 投票数第13位。